# Софійський зоопарк
42°39′29″ пн. ш. 23°19′55″ сх. д. / 42.65806° пн. ш. 23.33194° сх. д.
Софійський зоопарк (болг. Софийски зоопарк) — зоопарк, розташований у столиці Болгарії місті Софії, найстаріший (перший за часом створення) і найбільший у країні; значна туристична принада міста й улюблене місце прогулянок софійців.
Зоопарк був створений королівським декретом від 1 травня 1888 року.

## Загальні дані та опис

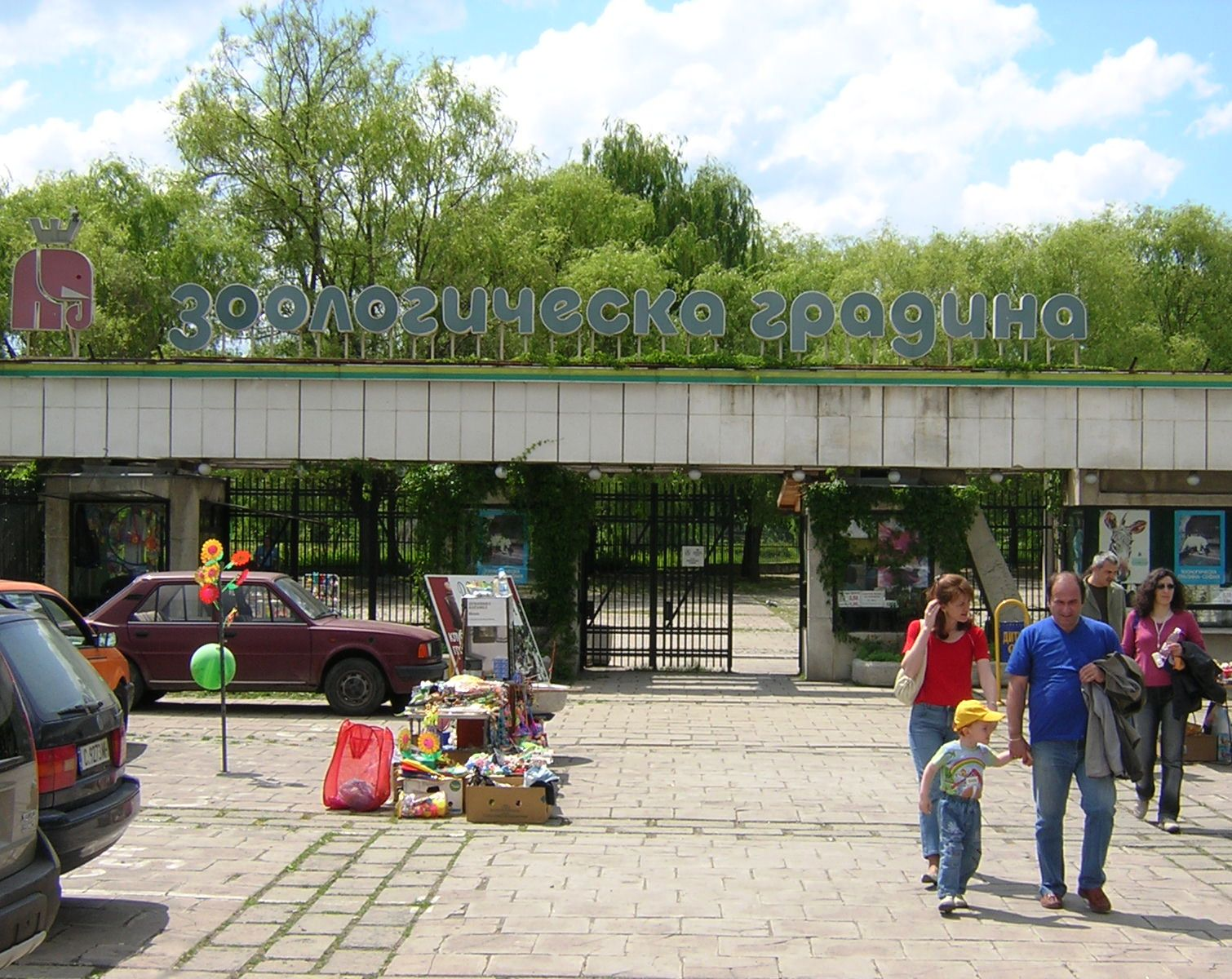
Східний вхід до зоопарку

Софійський зоопарк розташований на південь від середмістя столиці Болгарії за адресою (офіційна адреса адміністрації):
вул. Срібна („Сребърна“), буд. 1, м. Софія (Болгарія).
Зоопарк має два входи — центральний (він же західний) — з боку вулиці Срібної, та східний — неподалік перехрестя бульвару Димитрова та Симеонівського шосе (Симеоновско шосе).
Площа зоопарку становить 230 000 м², і станом на березень 2006 року тут утримувалось 1 113 тварин, що представляли 244 біологічні види.
Влітку Софійський зоопарк відкритий для відвідувачів — від 09:00 до 19:00 години, у зимовий сезон — від 09:00 до 17:00 години. Вхідний квиток (станом на 2007 рік), коштував 1 лев (близько 1/2 євро) для дорослих і пів лева для дітей доросліше 7 років, діти ж до 7 років мають право на безкоштовне відвідання зоопарку.
Чинний директор закладу — д-р Іван Іванов (Иван Иванов).

## З історії та сьогодення

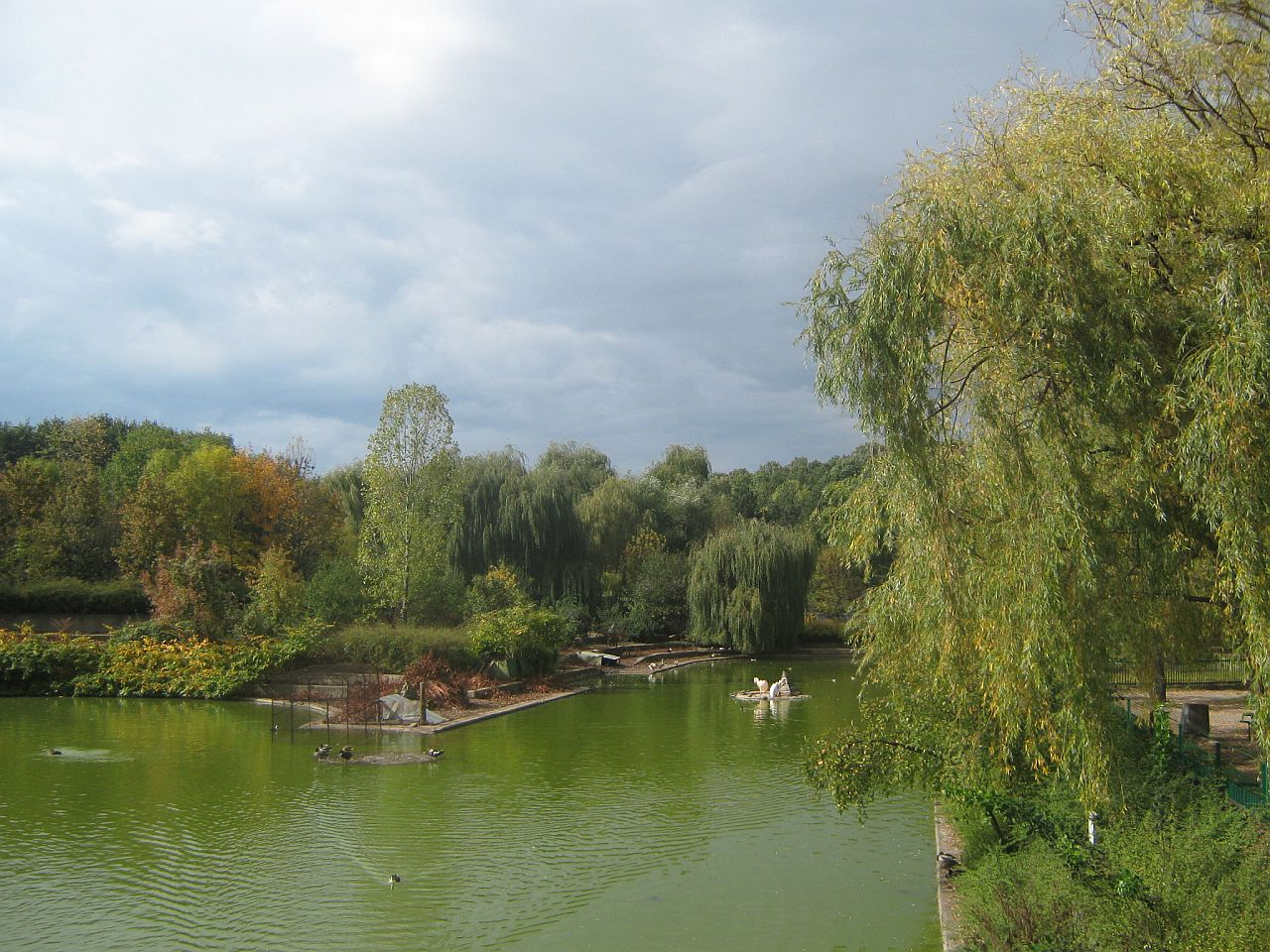
У Софійському зоопарку

Спершу Софійський зоопарк містився у парку колишнього королівського палацу короля, а першим його «мешканцем» став гриф чорний, зловлений у Болгарії і виставлений для огляду в клітці. Пізніше до колекції були додані фазани та олені, але з часом у парку виявилось недостатньо місця, щоб помістити двійко бурих ведмедів, і тоді король Фердинанд наказав зоопарку надати іншу земельну ділянку, спочатку у межах колишнього ботанічного саду, а потому на околиці міста.
Експозиція тварин Софійського зоопарку невпинно зростала, причому додавались як представники фауни місцевої, так і екзотичної для Болгарії. Зокрема, значною подією стала поява в 1892 році пари левів, яких помістили в колишню стайню, і вже того ж року на світ з'явилось новонароджене левеня.
У період 1893—95 років активно зводились нові клітки й приміщення для розміщення все зростаючої колекції птахів і ссавців, включно з міцним 3-кімнатним кам'яним будинком у задній частині місцевості, що призначався для поселення в ньому ведмедів (1894); басейном, де проживали декілька рожевих пеліканів, будівля для розміщення фазанів і ще одна — для орлів (1895).
У 1984 році було ухвалено рішення про переїзд Софійського зоопарку на його теперішнє місце розташування.

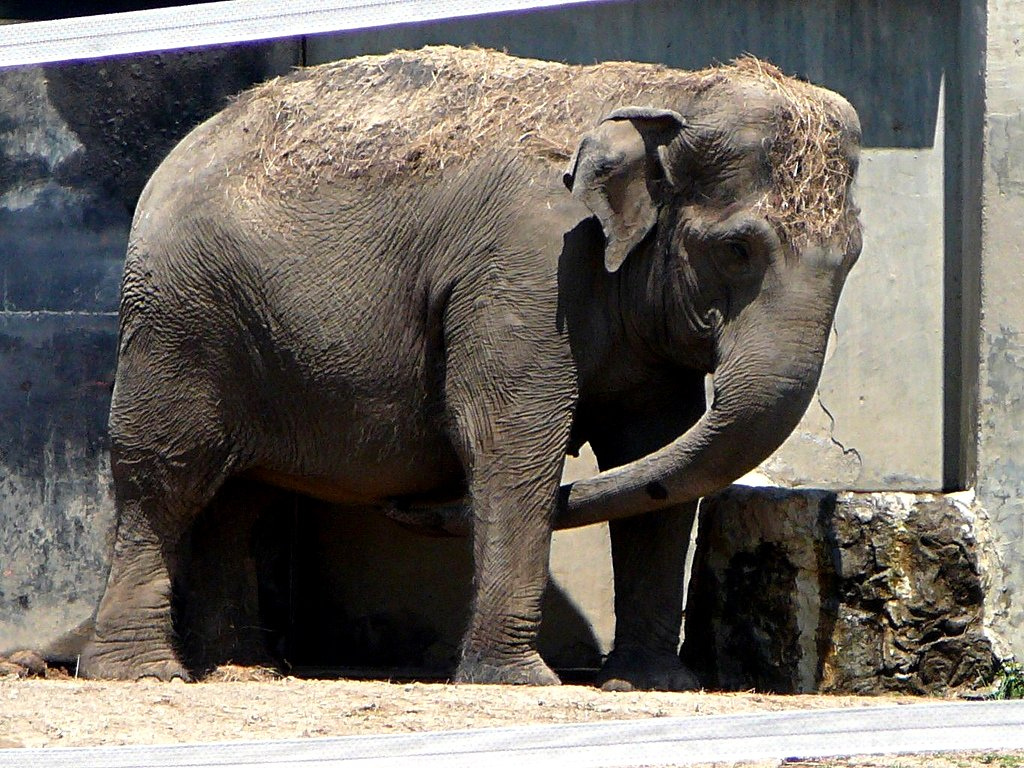
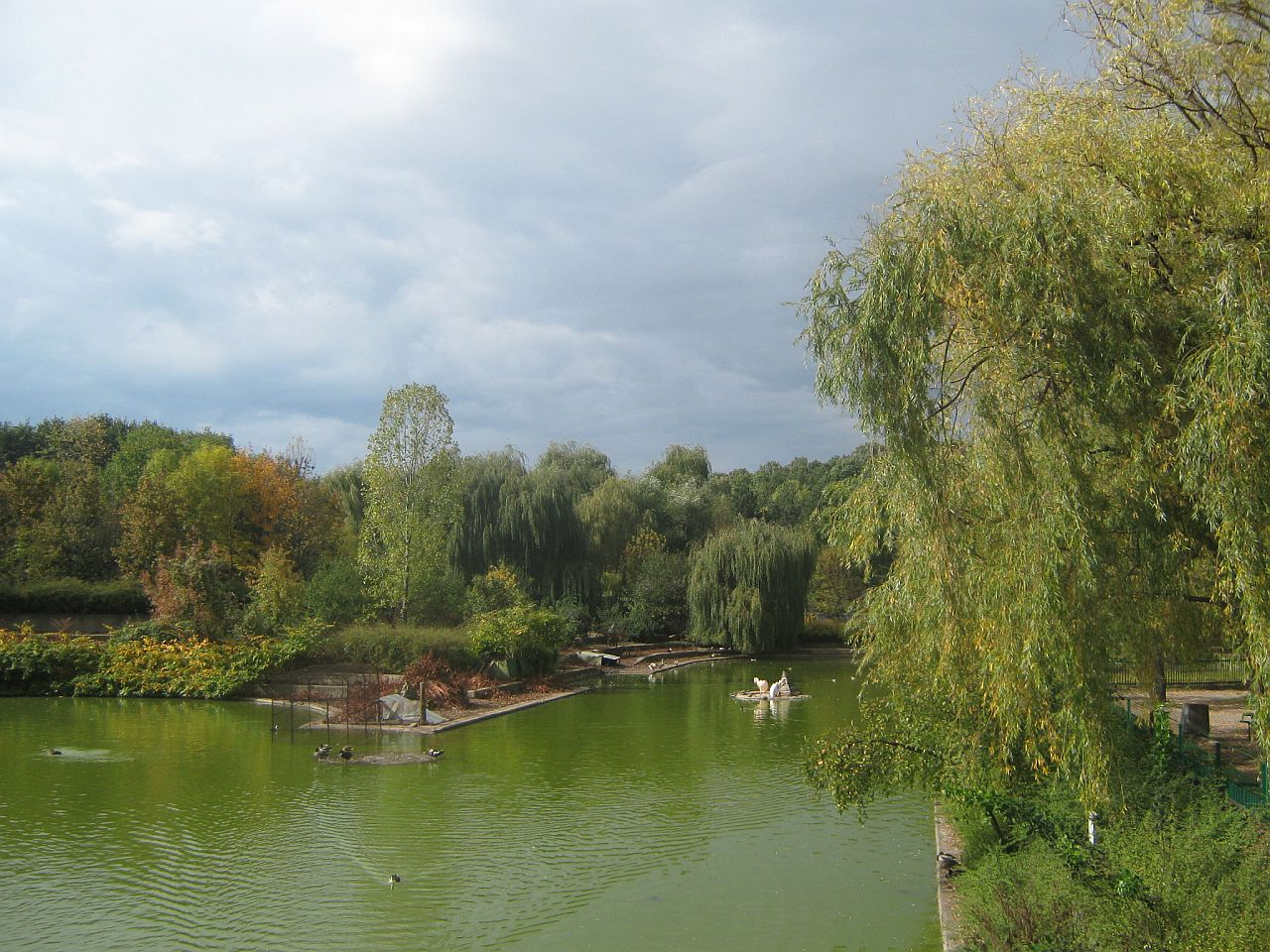
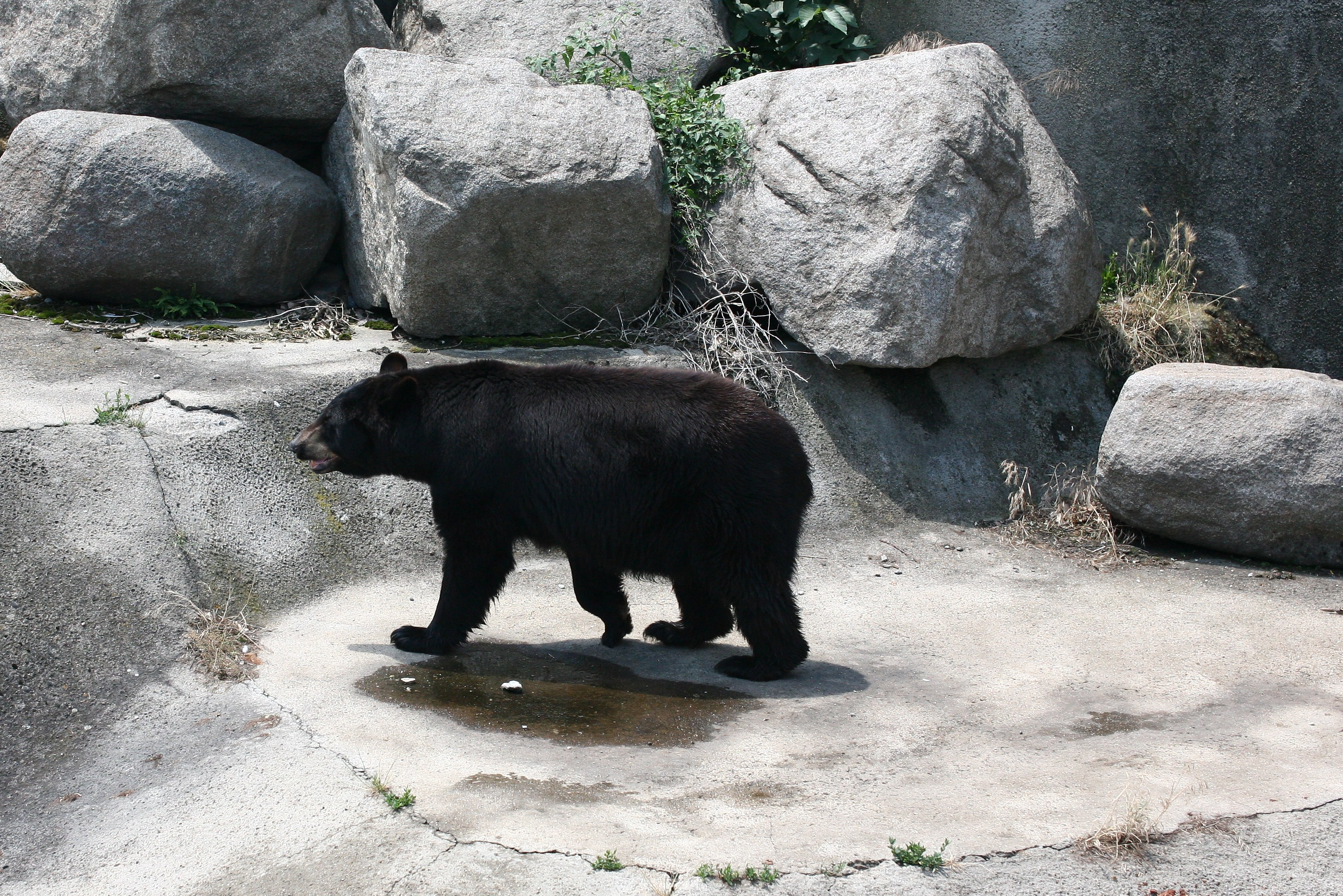
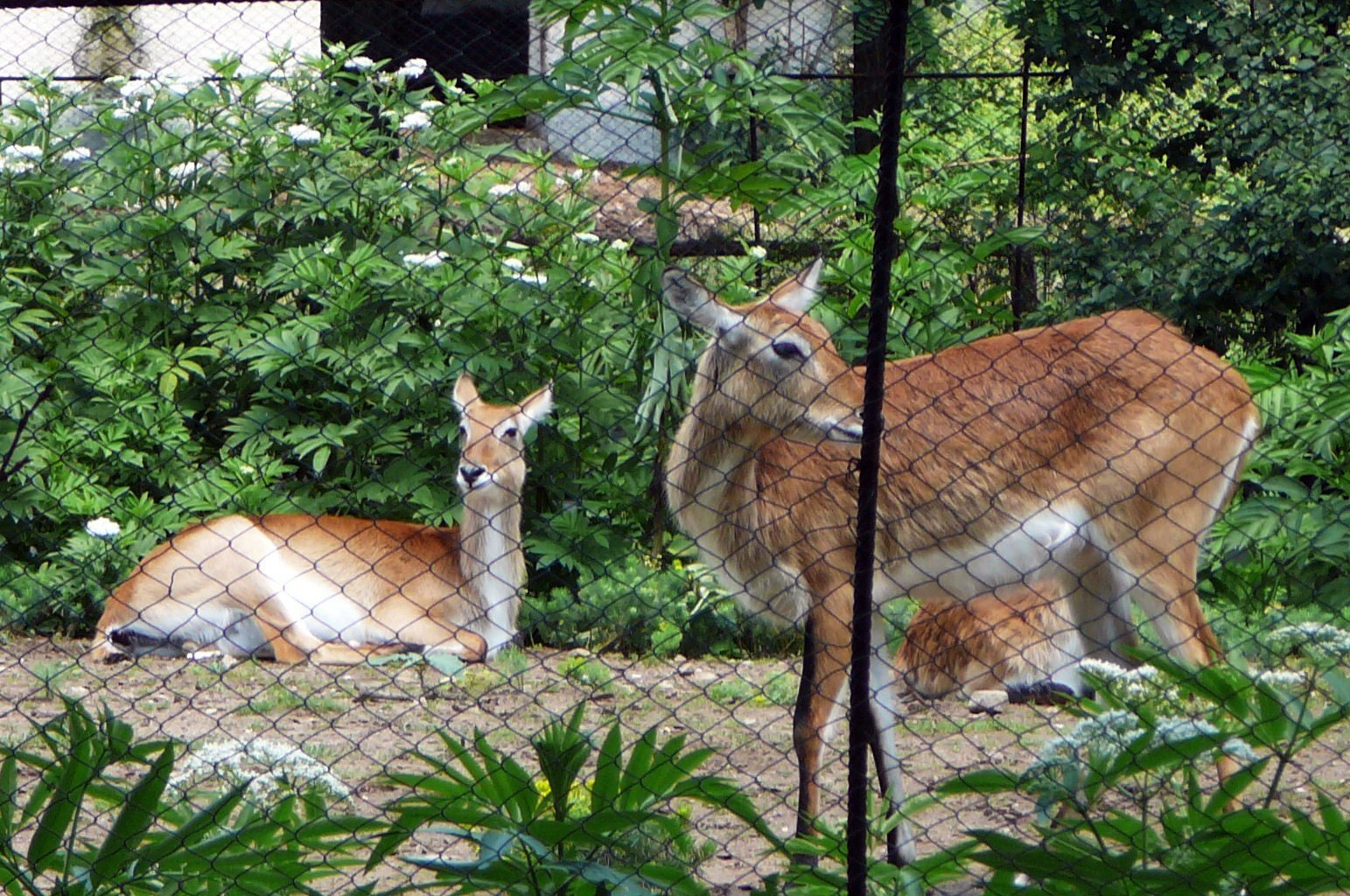
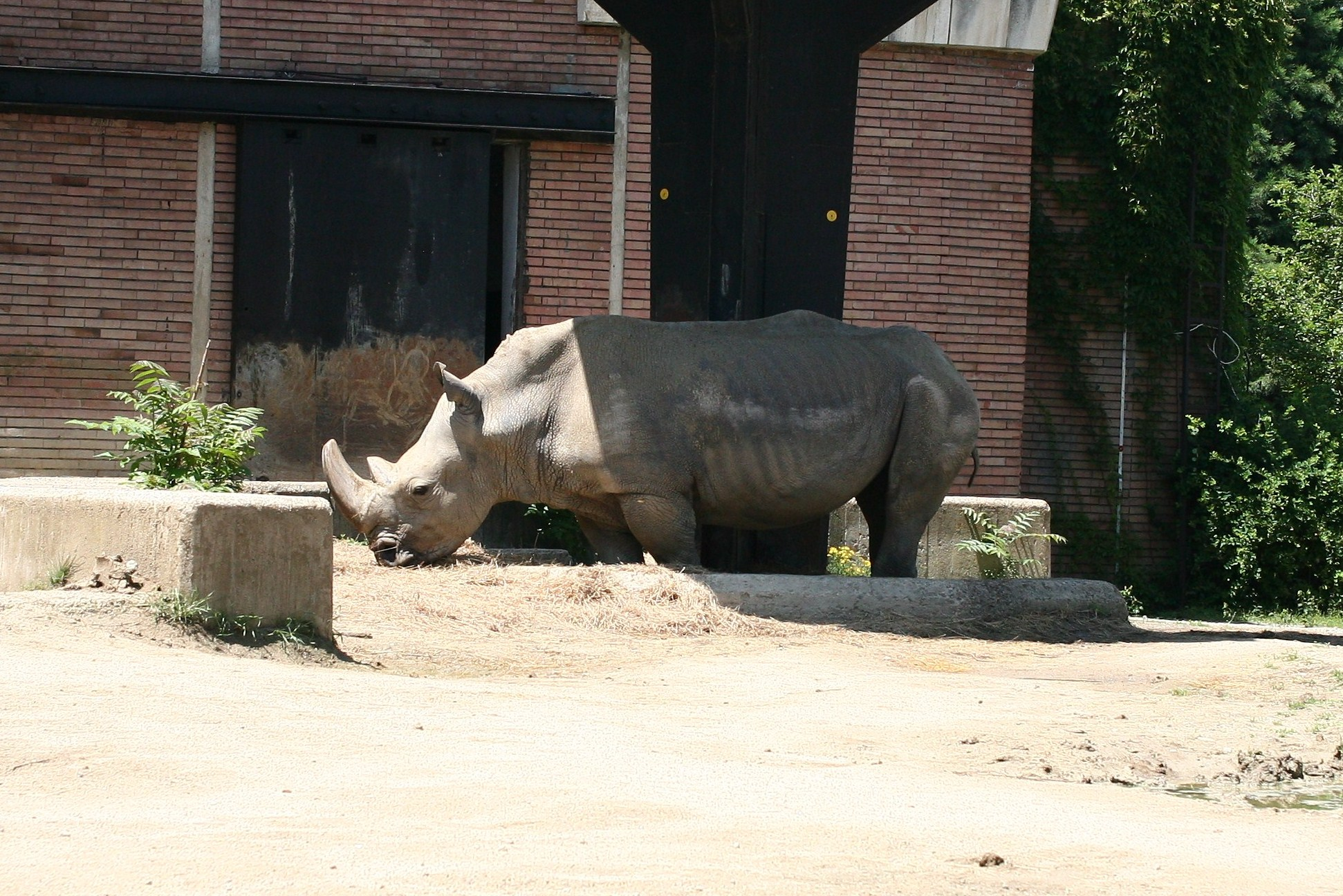
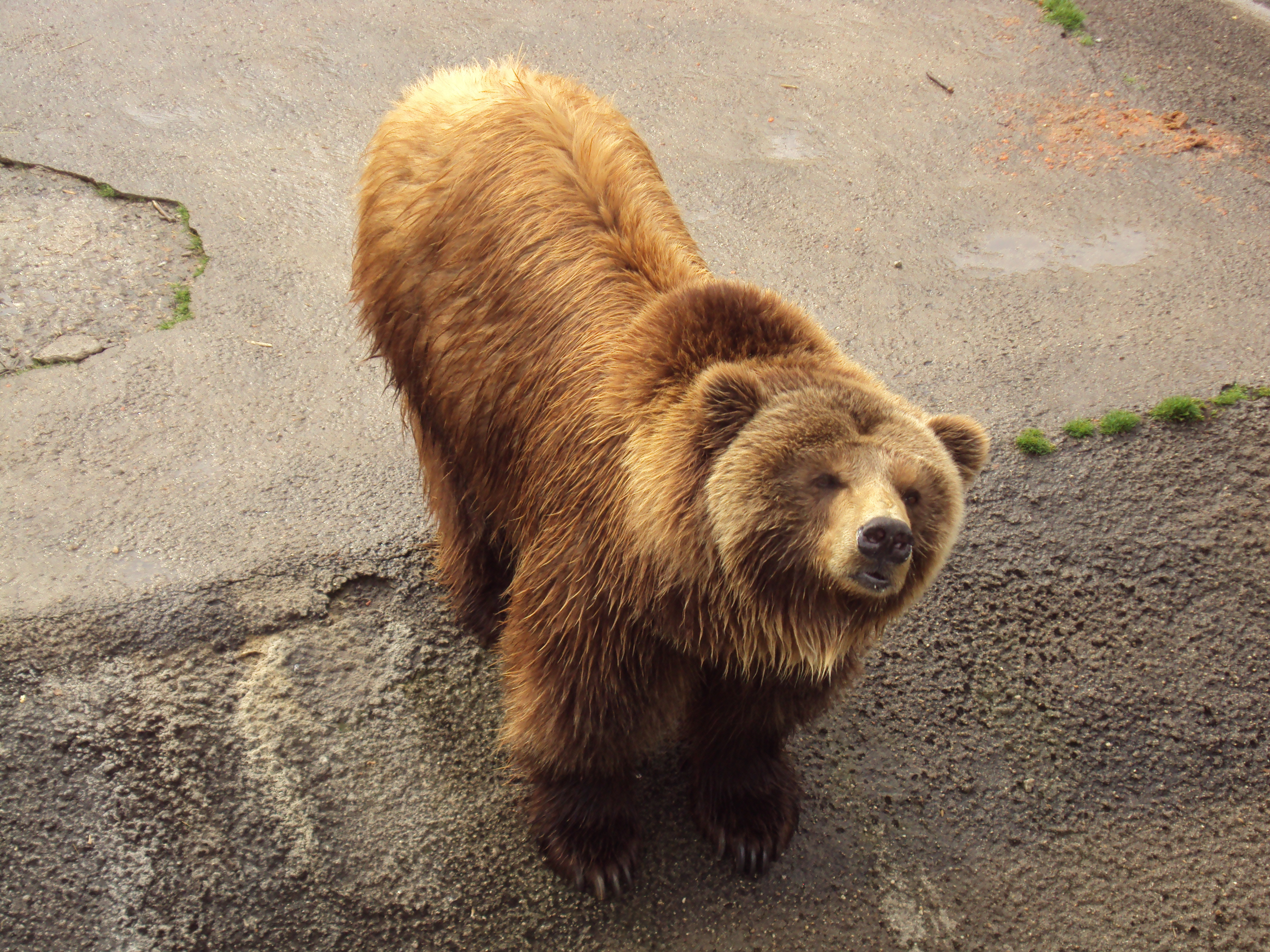
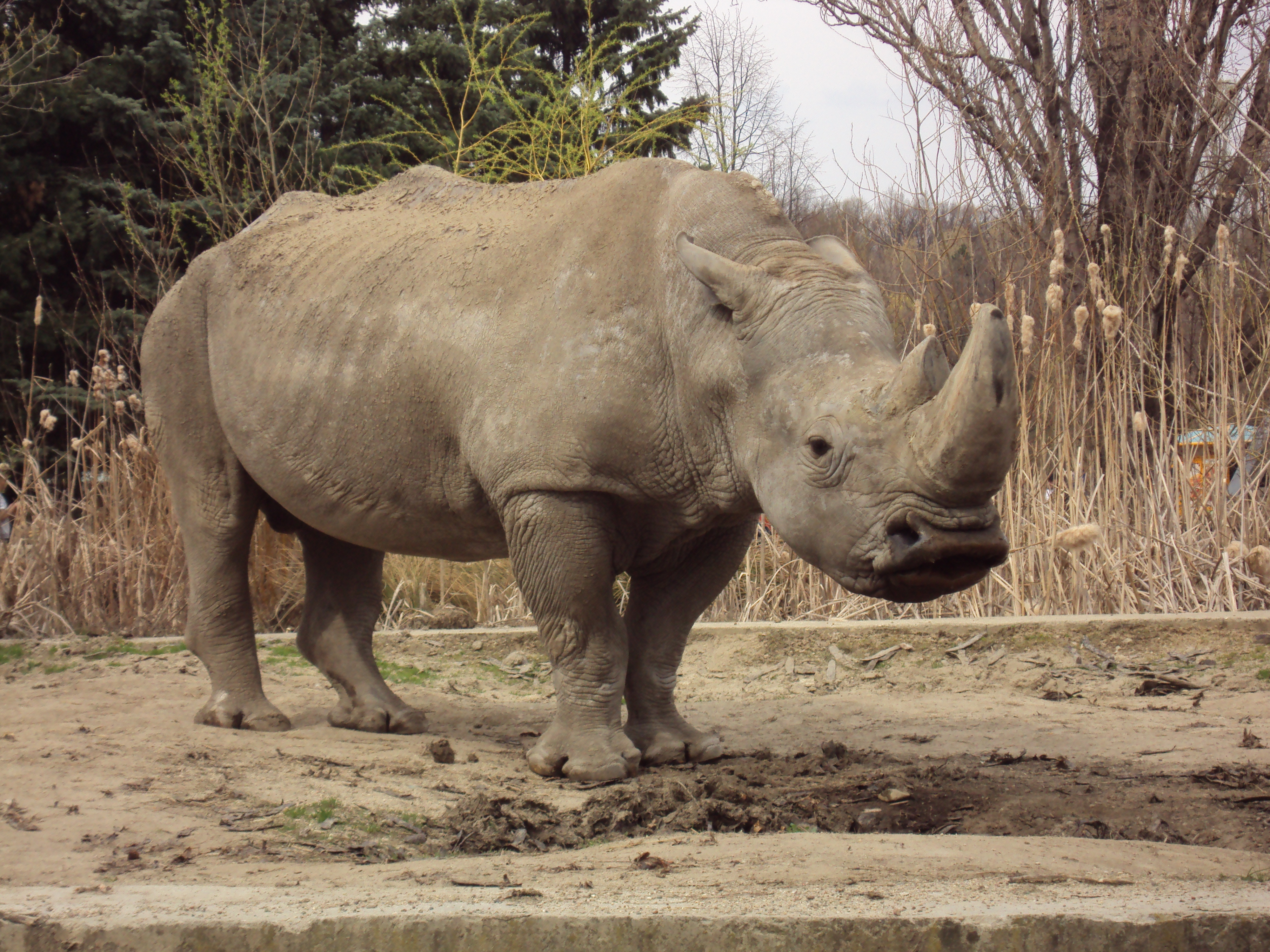
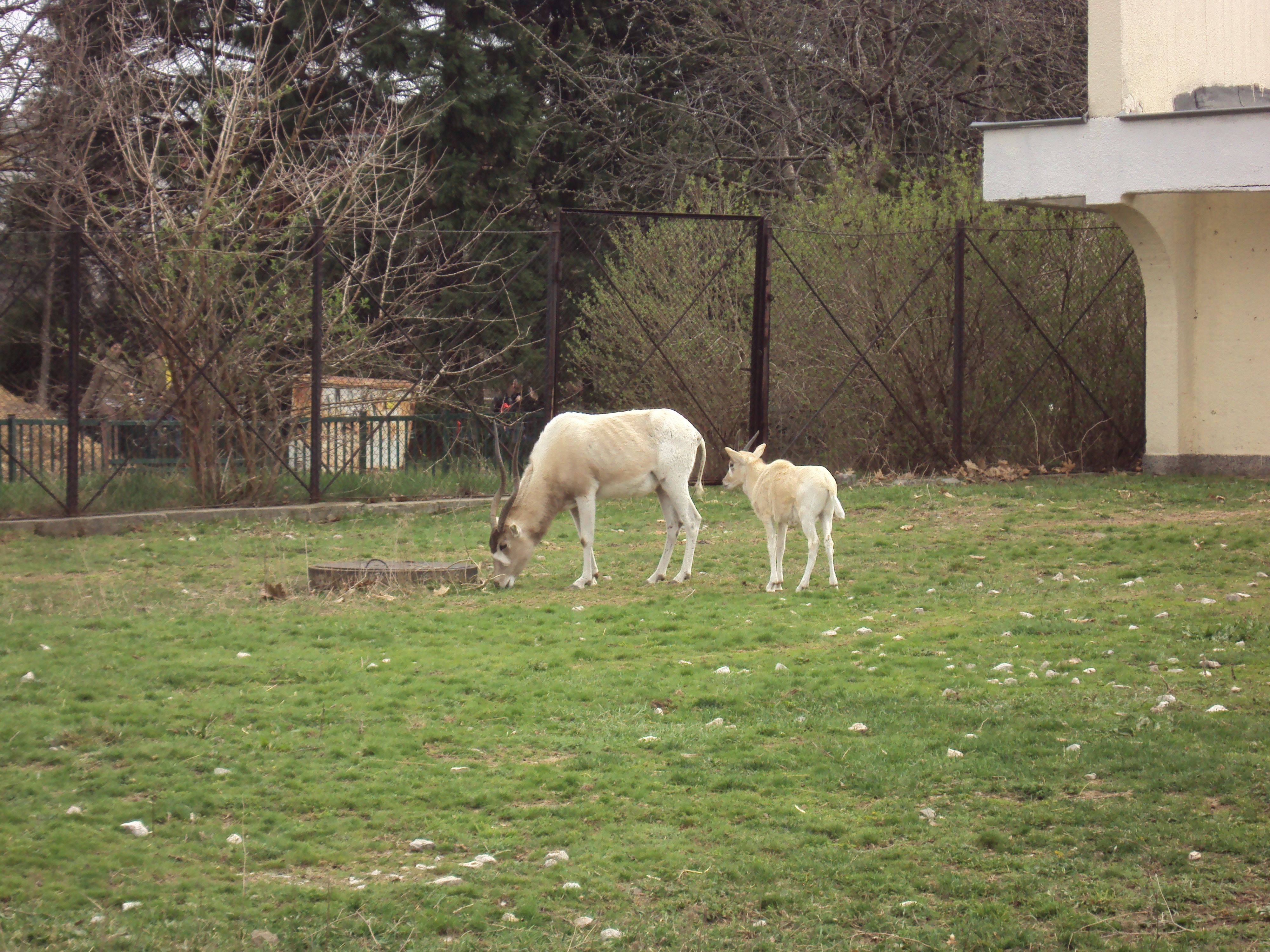
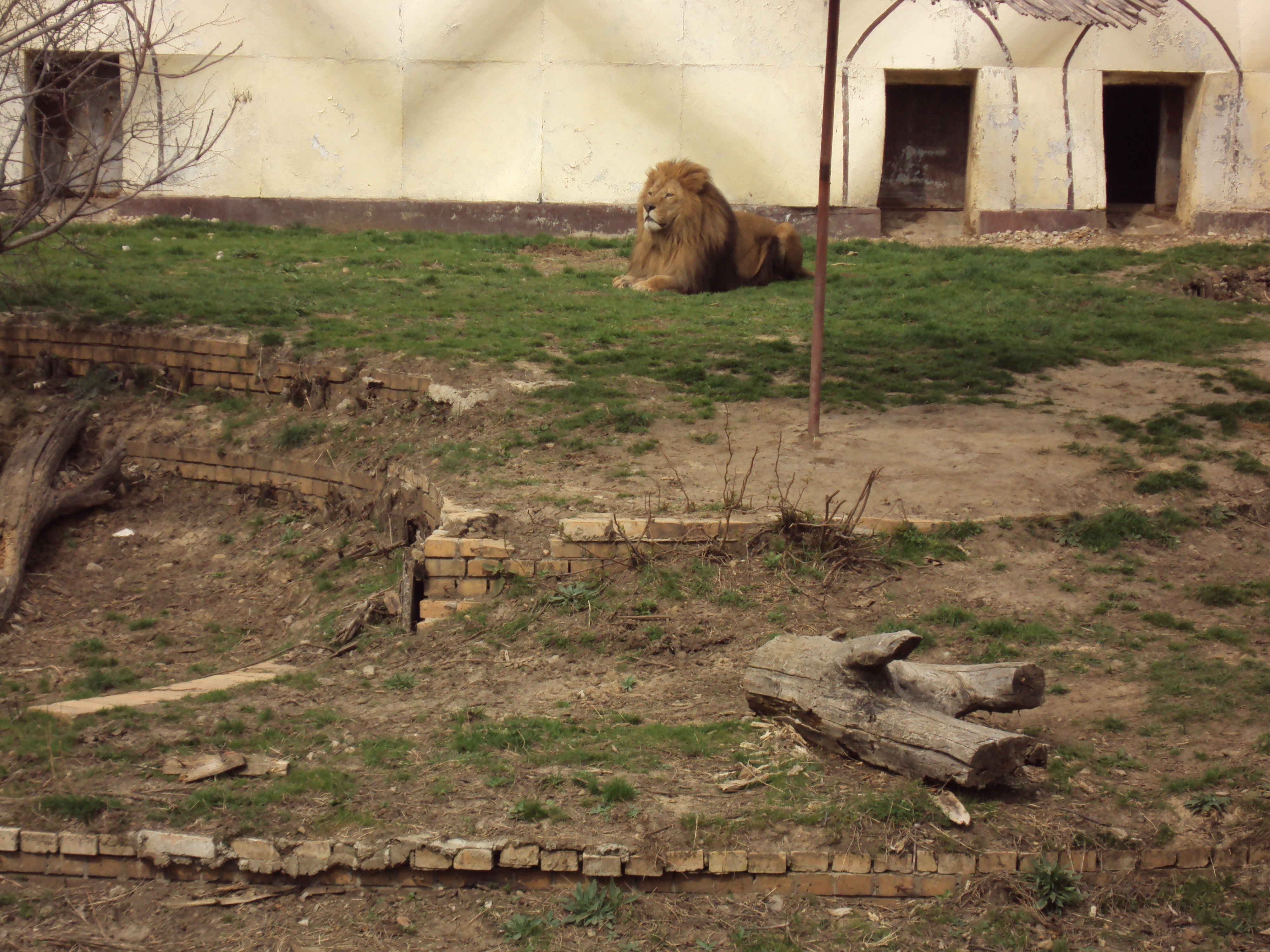
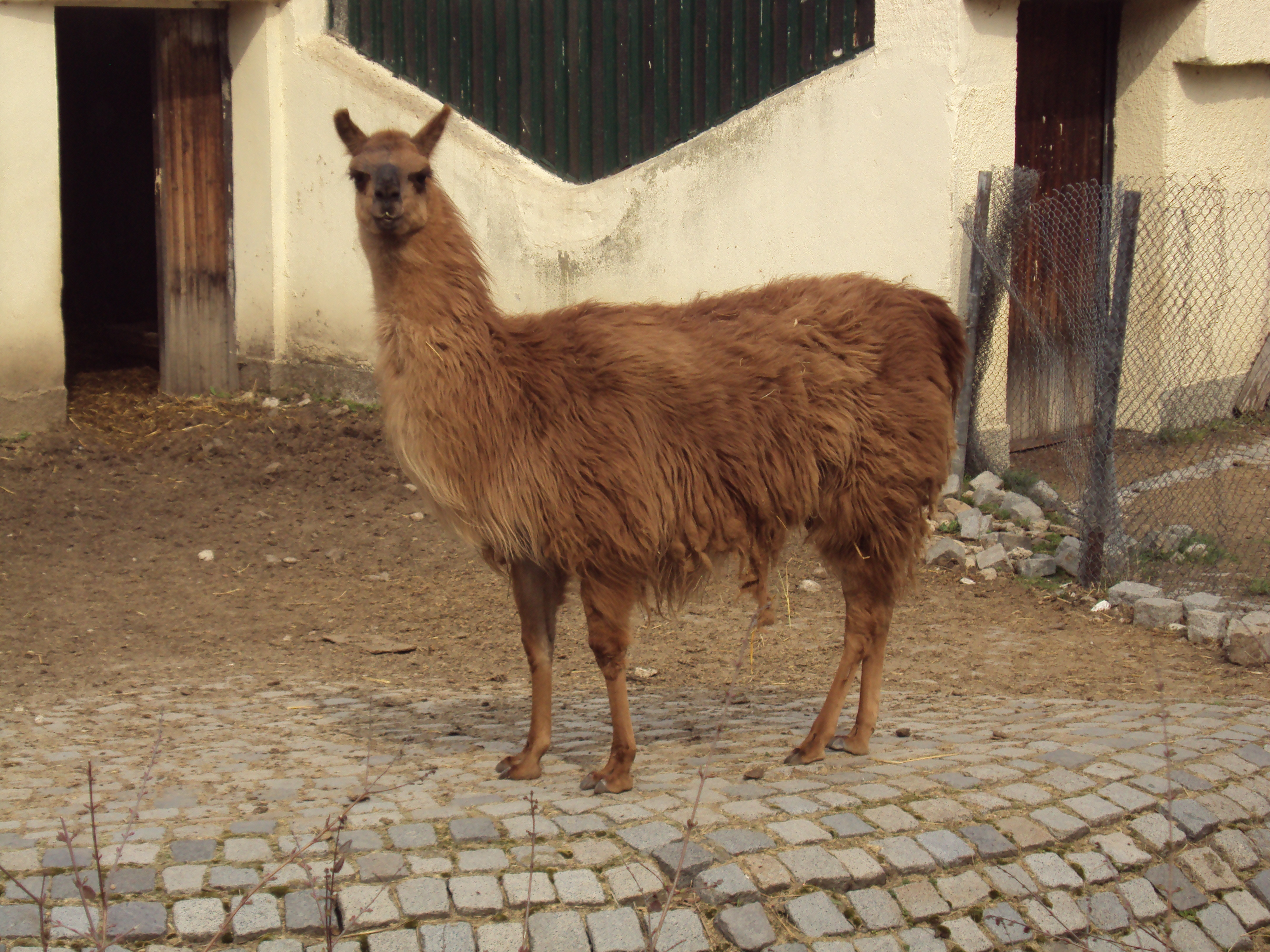
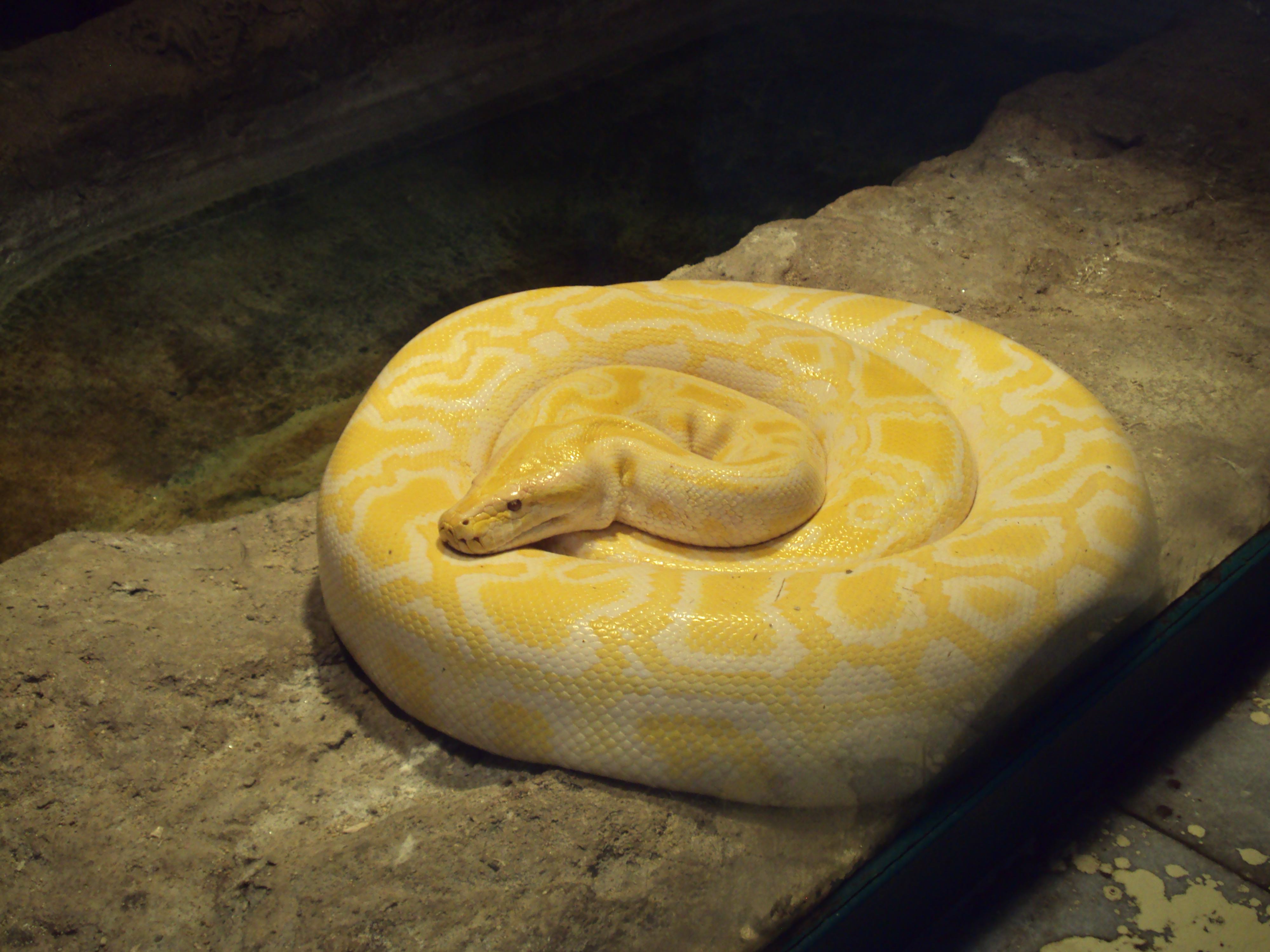
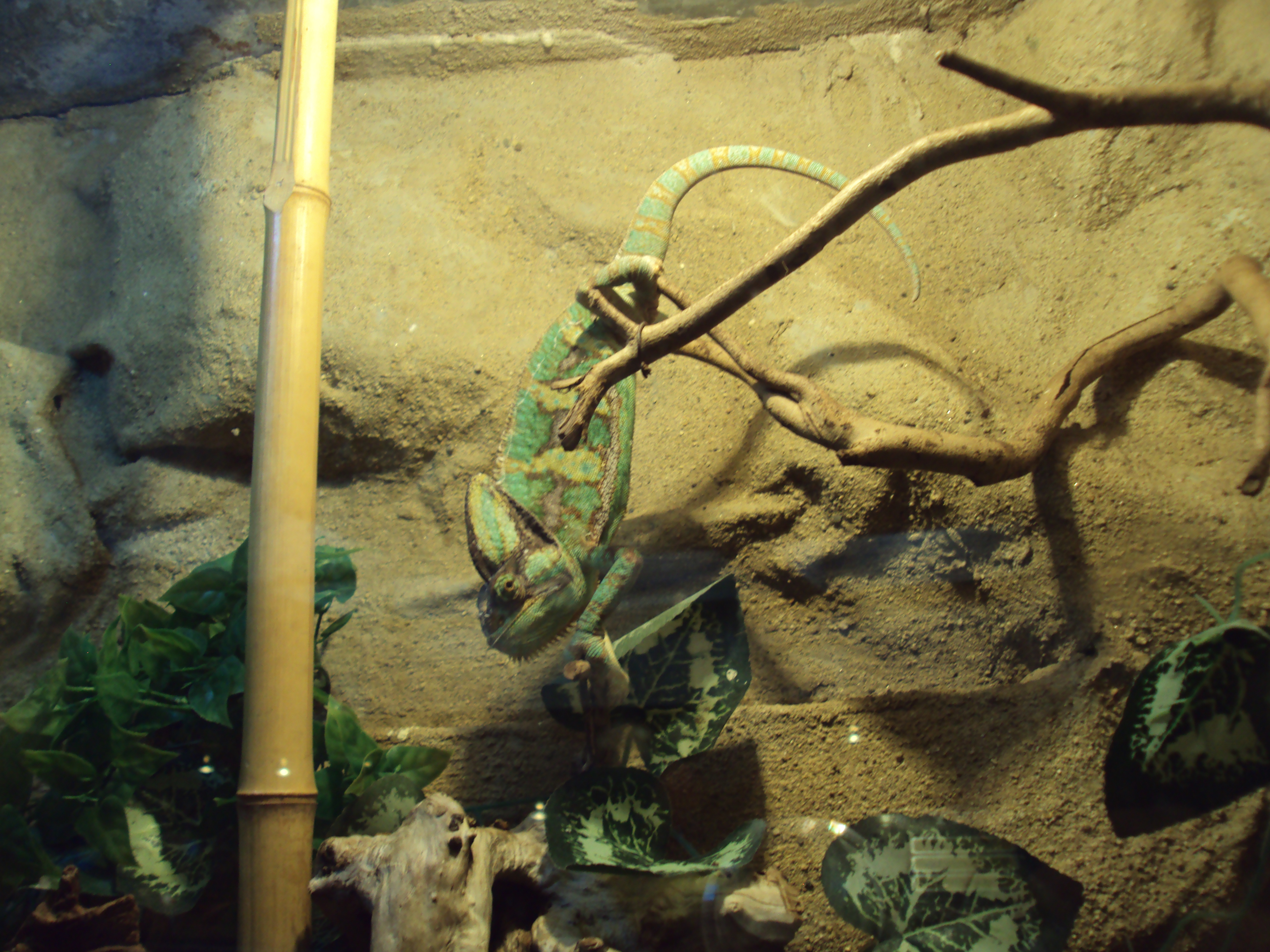
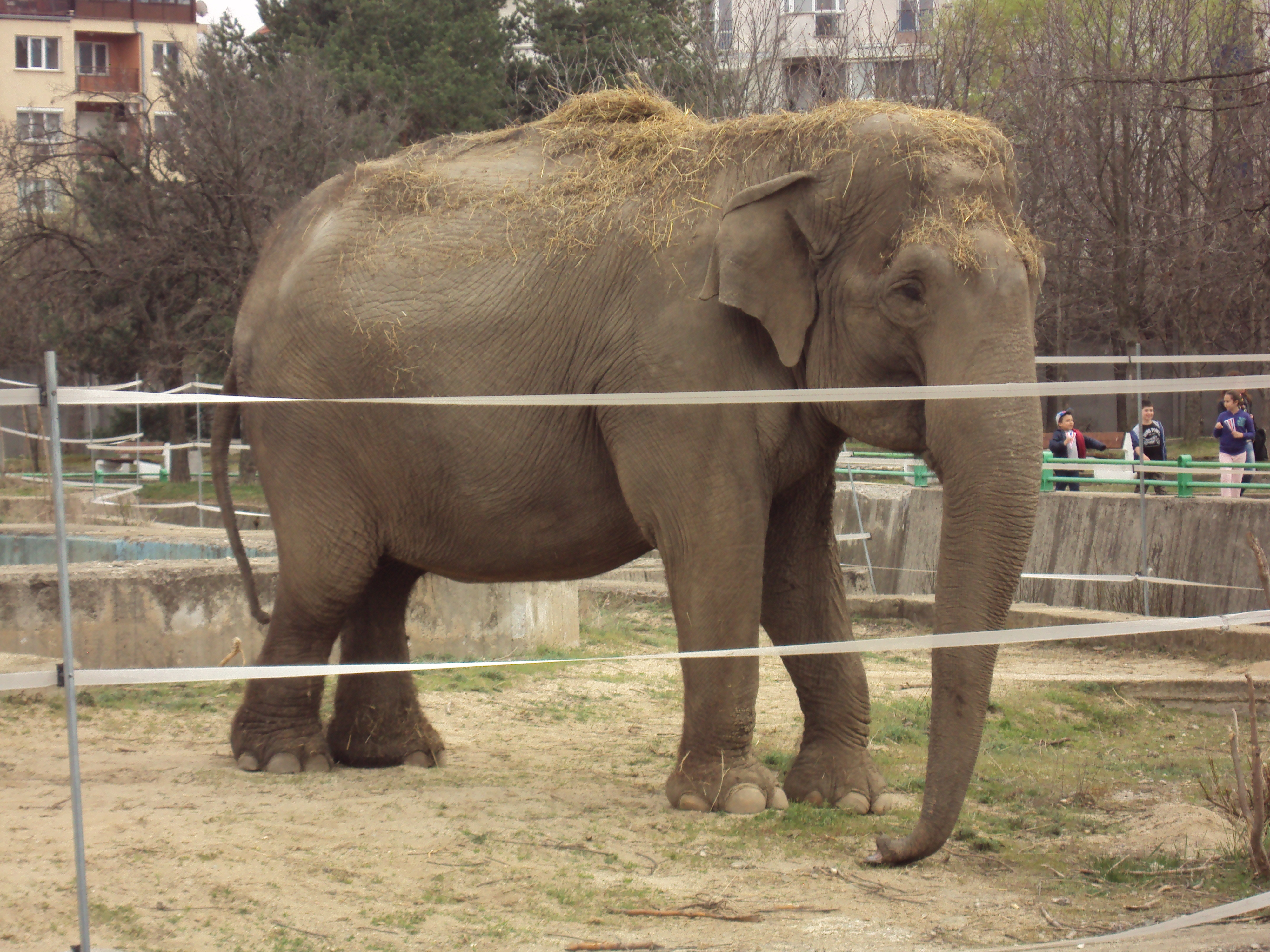